# Miloje Popović
Mijo Popovič je kitarist in ustanovitelj slovenske heavy metal skupine Pomaranča. Po predhodni osnovni glasbeni šoli harmonike, je kitaro začel igrati pri trinajstih letih, leta 1971. Velik vpliv nanj na začetkih je imel njegov oče, tudi odličen kitarist. Prvi bend, ki ga je ustanovil se je imenoval TNT (Trije Norci Tolčejo). Nato se je pridružil Grivam. Leta 1979 je ustanovil Pomarančo. Skupina je po uspešnem prvencu albuma Peklenska Pomaranča (1981) nadaljevala z ustvarjanjem in koncerti. Med drugimi tudi kot predskupina Deep Purple (v Ljubljani) in Alice Cooper (v Zagrebu). S skladbo in aranžmajem "Takoj se dava dol" ter novim albumom je leta 1995 Mijo Pomarančo pripeljal nazaj na glasbene lestvice. Oktobra 2005 se je udeležil festivala kreativnih kitaristov v Kranju, sicer pa so Popovičevi glavni vplivi Ritchie Blackmore, Jimmy Page, John Sykes in jugoslovanska Marjan Malikovič in Pavel Kavec.
Živi in deluje v Ljubljani. Pomaranča bo junija 2024 praznovala 45 let, kar bodo obeležili s koncertom v Kinu Šiška. To bo prvi koncert Pomaranče v Ljubljani po več kot petnajstih letih.